# Gordon Smith (hoquei sobre gel)
Gordon Smith   (Winchester, 14 de febrer de 1908 - Boston, 22 d'octubre de 1999) va ser un jugador d'hoquei sobre gel estatunidenc que va competir durant la dècada de 1930.
El 1932 va prendre part en els Jocs Olímpics de Lake Placid, on guanyà la medalla de plata en la competició d'hoquei sobre gel. Quatre anys més tard, als Jocs de Garmisch-Partenkirchen, guanyà la medalla de bronze en la mateixa competició.
En el seu palmarès també destaca una medalla de plata al Campionat del Món d'hoquei gel de 1931.